# Rörtjärnen (Sävars socken, Västerbotten, 713662-171868)
Rörtjärnen är en sjö i Umeå kommun i Västerbotten och ingår i Sävaråns huvudavrinningsområde. Sjön har en area på 0,0342 kvadratkilometer och ligger 265,1 meter över havet. Sjön avvattnas av vattendraget Långtjärnsbäcken.

## Delavrinningsområde
Rörtjärnen ingår i det delavrinningsområde (713682-171812) som SMHI kallar för Mynnar i Gravan. Medelhöjden är 287 meter över havet och ytan är 3,01 kvadratkilometer. Det finns inga avrinningsområden uppströms utan avrinningsområdet är högsta punkten. Långtjärnsbäcken som avvattnar avrinningsområdet har biflödesordning 3, vilket innebär att vattnet flödar genom totalt 3 vattendrag innan det når havet efter 64 kilometer. Avrinningsområdet består mestadels av skog (90 procent). Avrinningsområdet har 0,04 kvadratkilometer vattenytor vilket ger det en sjöprocent på 1,2 procent.